# Adam Botek
Adam Botek (Komárno, 5 marzo 1997) è un canoista slovacco.
Ha partecipato ai Giochi di Tokyo 2020, gareggiando nelle gare di velocità K2 e K4, vincendo, in questa ultima, la medaglia di bronzo.